# Malpartida de Corneja
Malpartida de Corneja é um município da Espanha na província de Ávila, comunidade autónoma de Castela e Leão, de área 19,07 km² com população de 166 habitantes (2007) e densidade populacional de 9,49 hab/km².

## Demografia
| Variação demográfica do município entre 1991 e 2004 | Variação demográfica do município entre 1991 e 2004 | Variação demográfica do município entre 1991 e 2004 | Variação demográfica do município entre 1991 e 2004 |
| --------------------------------------------------- | --------------------------------------------------- | --------------------------------------------------- | --------------------------------------------------- |
| 1991                                                | 1996                                                | 2001                                                | 2004                                                |
| 289                                                 | 239                                                 | 185                                                 | 181                                                 |